# 1381 Danubia
1381 Danubia (1930 QJ) là một tiểu hành tinh vành đai chính được phát hiện ngày 20 tháng 8 năm 1930 bởi Skvortsov, E. ở Simeis.